# Segimon Bathory
Segimon Bathory (Oradea, Romania, 1572 - Praga, 27 de març de 1613) fou un voivoda (príncep) de Transsilvània (1581-1594, 1594-1598 i 1601-1602). Era fill del també voivoda de Transsilvània Cristòfol Bathory i nebot d'Esteve Bathory que fou voivoda de Transsilvània i rei de Polònia i Lituània.
Fou elegit com a successor del seu pare i a la seva mort, com encara era molt jove, es va decretar una regència. L'any 1588 assolia la seva majoria d'edat, essent el voivoda de ple dret de Transsilvània.
L'any 1593, el sultà otomà Murat III va decidir trencar la pau establerta al Pacte d'Adrianòpolis (actual Edirne) amb el Sacre Imperi Romanogermànic i atacar els Habsburg als seus dominis hongaresos, per aquest motiu va demanar a Segimon que en funció del pacte de vassallatge que tots els voivodes transsilvans havien d'establir amb la Sublim Porta, mobilitzés les tropes transsilvanes per marxar conjuntament amb els otomans contra els imperials. Segimon no només es va negar a participar en la guerra contra els imperials al costat dels otomans sinó que va decidir pactar la seva participació en la Lliga Santa propulsada pel papa Climent VIII contra el sultà, seguint en part les recomanacions fetes en aquest sentit pel seu conseller personal, el jesuïta castellà Alfonso Carrillo.
Aquest fet va provocar que un sector de la noblesa hongaresa transsilvana es mobilitzés en contra de Segimon, ja que creien que el pas donat per aquest posava en perill l'estabilitat de Transsilvània. Al capdavant d'aquest moviment hi havia entre d'altres el seu cosí Baltasar Bathory. En un primer moment, Esteve no va fer res al respecte, però un cop que es va assegurar la lleialtat dels principals caps militars i nobiliaris per la seva causa, entre els quals destacava el seu oncle Esteve Bocskay, Segimon va convocar a tots els líders insurrectes (Alexandre Kendi, Kovasoczi Farkas i Baltasar Bathory) a Cluj-Napoca (en hongarès Kolozsvár i en alemany Klausenburg), on els va fer detenir i decapitar.
El juliol de 1594 va haver de renunciar al tron transsilvà a favor del seu cosí Boldizsár Bathory, però aquest ràpidament va perdre el poc suport que tenia i a l'agost fou detingut i executat al setembre, recuperant Segimon el tron de Transsilvània.
L'any 1595, per seguir la lluita contra els otomans, es va aliar amb l'emperador Rodolf II. Va ser declarat príncep imperial i es va casar amb una membre de la família Habsburg, Maria Cristina d'Habsburg, filla de l'Arxiduc Carles (1540-1590) i d'Anna Maria de Baviera (1551-1608), a més de rebre una quantitat de 25.000 secui per ampliar l'aliança als altres voivodes romanesos.
Així signava aquell mateix any a Alba Iulia un tractat amb Miquel el Valent, Voivoda de Valàquia, pel qual aquest principat trencava el seu pacte de vassallatge amb la Sublim Porta i es declarava vassall de Transsilvània a canvi del que transsilvà envies tropes en auxili del Voivoda valac.

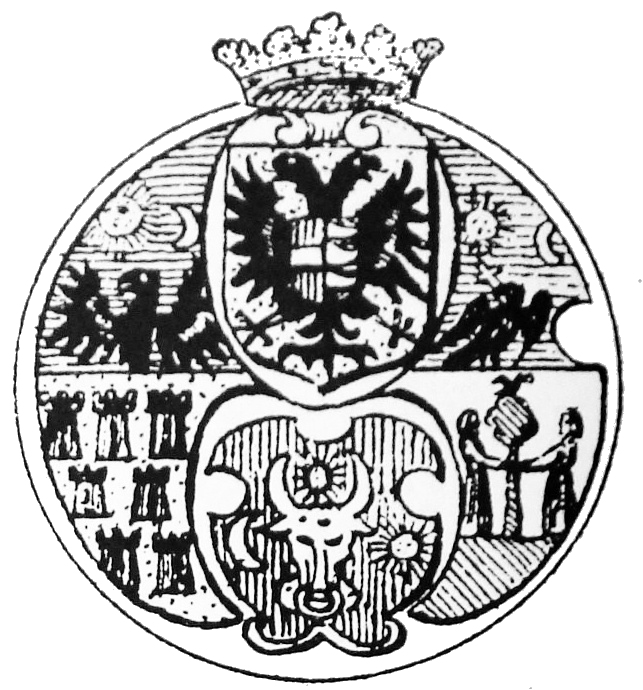
Escut personal de Segimon Bathory on estan presents els símbols dels tres Principats Romanesos

El 13 d'agost de 1595 un exèrcit valac i transsilvà va vèncer a la batalla de Călugăreni a les tropes otomanes comandades pel governador de Rumèlia, Koca Sinan Paixà. Tot i això el Voivoda valac havia de refugiar-se a Transsilvània, ja que els seus efectius no eren molt nombrosos com per poder controlar la situació. Tot i aquesta retirada Segimon Bathory va poder formar un nou exèrcit de 40.000 soldats que sota el comandament de Esteve Bocskay i Miquel el Valent entrava de nou a Valàquia. Van alliberar Târgoviste (8 d'octubre de 1595), Bucarest (12 d'octubre, de 1595) i Brăila, i van vèncer les tropes otomanes el 18 d'octubre a la batalla de Giurgiu. Així de nou Valàquia a la fi d'octubre estava controlada de nou per Miquel el Valent i Segimon.
Tot i això la situació a Transsilvània era molt inestable, fet que obligà a principis de 1596 a Segimon a retirar les seves tropes de Valàquia. Miquel el Valent el va aprofitar per pactar una treva amb el Sultà otomà.
La situació es va degradar fins al punt de què l'abril de 1598 Segimon renunciava al tron transsilvà en favor de l'emperador Rodolf II, que a la vegada era rei d'Hongria. Això va provocar que una part important de la noblesa hongaresa de Transsilvània s'aixequés en armes contra aquest i a l'octubre Segimon es desdeia de la seva renúncia a favor de l'emperador, i va renunciar a favor del seu cosí, Andreu Bathory. Això no fou acceptat per Rodolf II, que va ordenar al Voivoda valac Miquel el Valent que envaís Transsilvània per deposar Andreu Bathory i governar aquest Principat en nom seu.
Així a l'octubre de 1599 Miquel el Valent envaïa des del sud Transsilvània, mentre el gruix de les tropes imperials comandades per Giorgio Basta entraven per l'oest. Les tropes d'Andreu van ser derrotades a la batalla de Şelimbăr el 15 d'octubre.
L'any 1600 Segimon al capdavant d'un exèrcit de polonesos, cosacs i seguidors seus intentava entrar a Transsilvània des de Polònia, però era derrotat per Miquel el Valent a la batalla de Suceava.
Segimon restava a l'exili fins que a l'agost de 1601 i després de la mort de Miquel el Valent per les tropes imperials, la dieta de Cluj-Napoca el restablia en el tro transilvà, però al principi de 1602 les tropes del general Giorgio Basta el derrotaven a Teiuş i s'exiliava a Praga, on moriria el 27 de març de 1613.